# Гименолепидоз
Гименолепидо́з (лат. Hymenolepiasis) — гельминтоз из группы цестодозов, заболевание, вызываемое карликовым цепнем, паразитирующим в тонкой кишке человека.

## Этиология
Заболевание вызывается карликовым цепнем, паразитирующим в тонкой кишке человека. Дети болеют в 4—5 раз чаще, чем взрослые. Инвазия контактная. Цепень длиной 1,5—3 см, имеет подвижную головку (сколекс) с 4 присосками и втягивающимся хоботком с венчиком хитиновых крючьев. Тело имеет до 200—300 члеников. Членики очень нежные и в кишечнике быстро разрушаются. Яйца, попадая в просвет кишечника, становятся заразными для человека. Всё развитие идёт в одном организме.

## Патогенез
Заражение гименолепидозом происходит от больного человека. Яйца карликового цепня, содержащие зрелые зародыши, выделяются с фекалиями больного. При неопрятности и нарушении гигиены яйца оральным путём попадают в организм здорового человека. Затем зародыши внедряются в стенку тонкой кишки и через 2 недели превращаются во взрослого паразита.

## Клинические проявления
Клиническая картина заболевания: изменение аппетита, в животе сильные, местами острые боли, в стуле кровь, слизь. Изжога, отрыжка, тошнота, рвота, нарушения со стороны ЦНС: головные боли, плаксивость, эпилептиморфные судороги.

## Лечение
- Экстрактом мужского папоротника. Проводится в стационаре. За 2 дня до лечения пациенту назначают легкоусвояемую пищу. Вечером накануне приёма препарата дают солевое слабительное. Утром в день лечения ставят очистительную клизму. Всю дозу экстракта дают в 2 приёма с интервалом 15 мин, через 1 час назначают солевое слабительное. Лёгкий завтрак разрешают через 1,5 часа после слабительного. Курс лечения состоит из 3 циклов с перерывами 7—10 и 12 дней. Питание в этот период должно быть витаминизированным и полноценным.
- Акрихином. Вечером накануне начала лечения и в день лечения под утро делают очистительную клизму. Дозу акрихина принимают натощак в течение 30 минут. Через один час дают солевое слабительное. Завтрак — через 2 часа после слабительного. Курс — 3 цикла с 2-недельными интервалами.
- Празиквантелом. Таблетку следует принимать внутрь целиком, не разжёвывая, с небольшим количеством жидкости до или во время приёма пищи. Таблетку следует принимать вечером. Доза — 25 мг на 1 кг веса однократно. Детям до 4 лет празиквантел противопоказан. Контроль эффективности лечения проводится через 1 месяц и далее ежемесячно в течение 6 месяцев.